# Dorpskerk (Blokker)
De Nederlands Hervormde Dorpskerk van Blokker is een rijksmonumentale 19e-eeuwse zaalkerk in de Noord-Hollandse plaats Blokker. De kerk staat op de plek waar in 1864 de middeleeuwse voorganger door brand is verwoest. Het gebouw staat ook nog bekend als de Michaëlskerk en is daarmee een van de drie kerken in Westerblokker met die naam. De andere twee zijn de voormalige Tapijtkerk en de huidige Michaëlskerk. De herbouw duurde tot 1868, dat jaar werd de huidige kerk in gebruik genomen. Zowel de kerk als de kerktoren zijn op 23 november 1971 in het Monumentenregister ingeschreven.

## Ligging
De kerk staat naast een kruispunt tussen twee belangrijke regionale wegen: de Westerblokker maakt deel uit van een oude verbindingsweg tussen Hoorn en Enkhuizen.

## Geschiedenis
Wanneer er voor het eerst op deze plek een kerk stond is niet bekend, wel is bekend dat rond 1513 er een parochie in Westerblokker bestond. Welke stijl de kerk had is niet met 100% zekerheid te stellen, maar naar aanleiding van meerdere tekeningen en gravures kan gesteld worden dat de kerk in ieder geval stijlkenmerken heeft van een laatgotische kerk uit de eerste kwart van de 16e eeuw. Deze kerk, meer precies het schip, werd in 1830, wegens bouwvalligheid, gesloopt. Het nieuwe schip werd in 1864 verbreed ter hoogte van de twee meest oostelijke traveeën en de kooromsluiting. Ook de huidige gietijzeren vensters dateren van die verbouwing. In 1883 kwamen hier de, eveneens, gietijzeren toegangs- en sierhekken bij. De pijlers van het hek aan de Westerblokker tonen het jaartal 1883.
In 1976 is een deel van de kerk aangepast aan de eisen van die tijd, hierbij zijn de graven in de kerk ook geruimd. De grafzerken werden hierbij verzaagd tot tegels van 60 x 60cm. Een aantal stenen bevatten leesbare namen, waaronder de oudste steen van Derck Claes Tee uit 1621. Een andere steen met een vrijwel volledig leesbare tekst is die van een voormalige burgemeester van Westerblokker. Deze steen heeft als tekst: Hier leijt Begraven ... is gerust den 3 September Anno 1719 en haar man ... Koomen in sij leven Burgemeester van Westerblokker is gerust den 7 Februari Anno 1734. Tijdens de renovatie werden ook resten van deksels van sarcofagen gevonden. Deze sarcofagen dateren uit de Romaanse periode, de deksel bestaat uit een blok van 191 x 76-71cm. Ernaast ligt de tweede deksel, deze is 104 x 88-83cm, op dit deksel zijn nog figuratieve elementen te onderscheiden. Beide deksels zijn van rode Bremer- of Weserzandsteen.
Tijdens deze verbouwing werd ook de muur tussen het schip en de consistorie een travee het schip in verplaatst. Hierdoor werd de consistorie groter en kwamen de herenbank en het orgel meer in het schip te staan.

## Schip
Het schip is een zes traveeën lange zaalkerk gebouwd in de trant van de renaissance. De uitwendige muren aan de zuidelijke zijde zijn opgetrokken uit schoon metselwerk in kruisverband. De voegen zijn snijvoegen. De noordelijke gevel is bepleisterd, deze bepleistering is zodanig bewerkt dat het lijkt alsof deze muur uit grote blokken is opgetrokken. Hoewel alleen deze muur is voorzien van steunberen stamt deze muur zeer waarschijnlijk uit de periode van de herbouw: 1830 tot 1864. Voor de laatste twee traveeën en het koor is dit zeker, deze delen staan op een nieuwere fundering. Rondom de kerk zijn alle muren voorzien van een plint. Waarom het verschil in vormgeving is ontstaan is niet bekend, mogelijk kan de financiële situatie van de kerk een rol gespeeld hebben. Wel zijn er meer kerken waarvan de gevel die aan het zicht van het dorp onttrokken is soberder is vormgegeven en de gevel die aan de straatzijde ligt juist rijker is gedecoreerd. Een vergelijkbare kerk is de Sint Pancratiuskerk in Oosterblokker. Tussen de steunberen van het middentravee in is een hemelwaterkelder geplaatst, deze is te bereiken door een hardstenen dekplaat weg te halen. Het is een kelder waar met een emmer water uit gehaald kon worden.
Het dak van het schip is gedekt met zwarte geglazuurde oud-Hollandse pannen. De kooromsluiting is juist voorzien van grijze, platte, gesmoorde Friese pannen. Deze pannen stammen mogelijk nog van voor de brand, omdat de leien in 1822 zijn vervangen door pannen.
De hoofdingang van de kerk bevindt zich in de zuidelijke gevel (dorpszijde), het betreft een eenvoudige dubbele deur met in elke deur drie panelen. Het kozijn bestaat uit ionische pilasters. De ingang van de toren wordt niet door de kerkgangers gebruikt.

### Interieur
Een aantal elementen in het interieur stammen nog uit de vorige kerk en zijn daarmee in de stijl van de gotiek. De spanten van de kap zijn de gotische spanten afkomstig uit de vorige kerk, zij rusten op gebinten die eveneens hergebruikt zijn. Alleen het meest noordelijke gebint tegen de toren aan is nog volledig in gotische stijl. Het sleutelstuk van dit gebint toont een peerkraal met riemprofiel.
Boven de consistoriekamer is tegenwoordig een vergaderkamer. In de toren is op deze hoogte (de tweede geleding) een dichtgezette doorgang zichtbaar. De drempel is op gelijke hoogte met de trekbalken. Ook de enige nog gotische trekbalk bevindt zich op deze hoogte, hierdoor wordt vermoed dat hier vroeger een nonnengalerij in de originele kerk was.
Met uitzondering van de preekstoel is het interieur in eclectische stijl met neorenaissance ornamenten versierd. Hieronder vallen het doophek, de ambtsdragersbanken en ook de gewone banken. Aan de linkerzijde staan zes zogenaamde huurbanken. Alle banken aan de muren zijn van het gangpad afgesloten middels paneeldeurtje. In het midden staan biezenstoelen.
De ambtsdragersbanken zijn net als de andere banken van hout. Deze twee banken zijn echter voorzien van een achterschot waarin twee houten pilasters zijn aangebracht. De luifels steunen op deze houten pilasters en aan de voorzijde op twee ijzeren pilaren. De pilasters hebben Ionische kapitelen en de pilaren Korinthische.
De kerk wordt verlicht door twee koperkleurige ijzeren kroonluchters. Van origine stonden er kaarsen in de kroonluchters, tegenwoordig worden de kroonluchters elektrisch verlicht. De beide kroonluchters hebben vijf armen met op de uiteindes de armaturen. De armen komen samen in een houten eikelvormig ornament. Van origine waren deze ornamenten van brons, rond 1970 zijn deze gestolen en in 1976 zijn de houten ornamenten geplaatst. Aan de kroonluchters hangen kettingen, met daaraan weer loofmotiefjes.

#### Preekstoel
De achtkantige preekstoel is in 1657 in maniëristische stijl gemaakt uit eikenhout. De acht panelen hebben een rondboog rustend op kapitelen en pilasters. Over zowel de onder- als de bovenkant loopt een kroonlijst met een fries. Als versieringen zijn flora- en faunamotieven gebruikt. In vier van de friezen aan de bovenzijde zijn initialen aangebracht. In een vijfde het jaartal 1657. Waar de initialen voor staan is niet bekend. Het gaat om de lettercombinaties K.K.K.B.M., I.K.K.M., I.P.S.K.M. en I.I.T. Het gestoelte is in het koor geplaatst. De preekstoel staat met het voetstuk op een Bentheimer zandstenen sokkel. Bij plaatsing is de preekstoel zonder klankbord geplaatst, het klankbord is daarmee dan ook van latere datum en is ook in een andere, minder gedecoreerde, stijl gemaakt. De kuip is achtzijdig en het klankbord is zeszijdig.

## Orgel

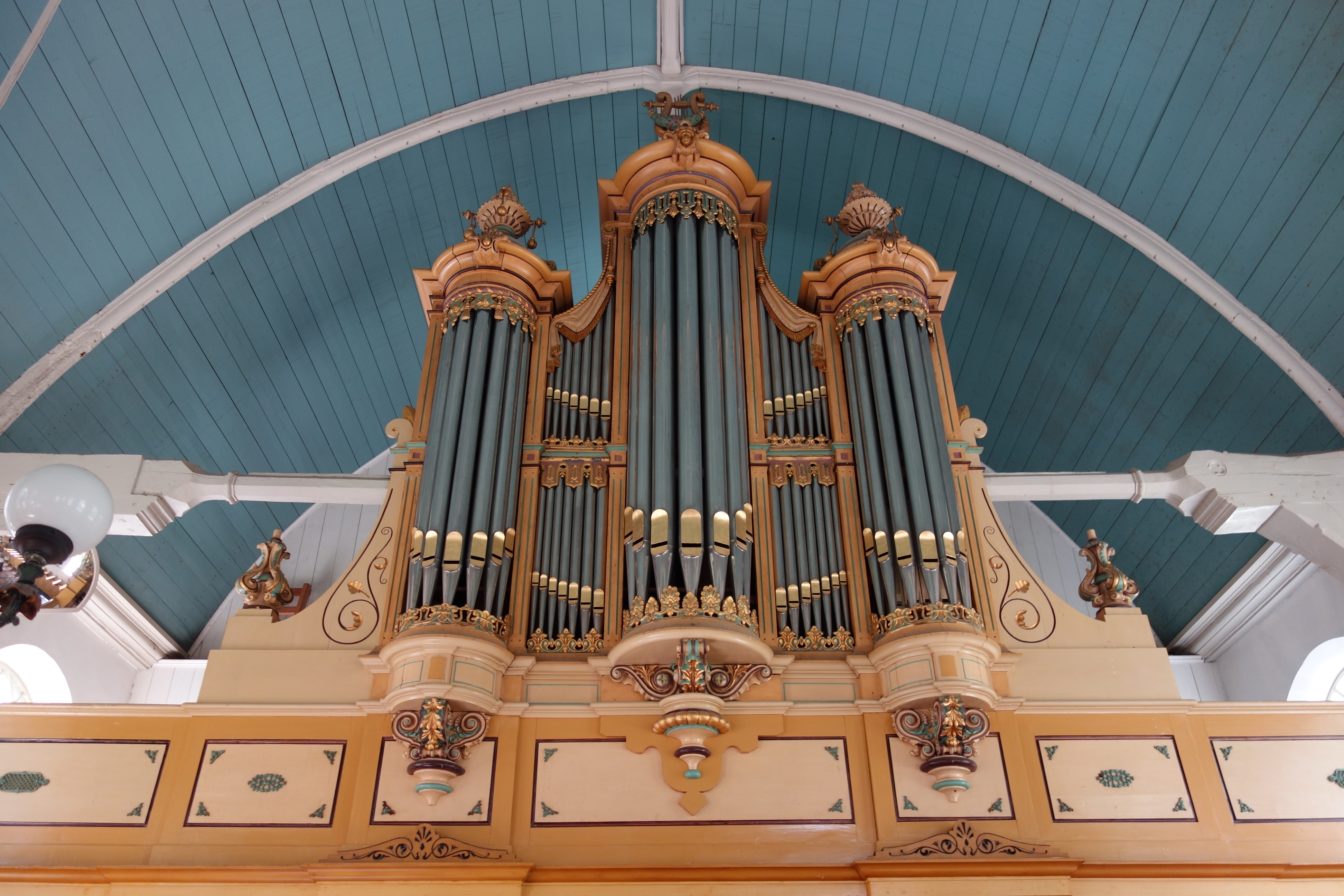
Het Ypma-orgel uit 1871

Het kerkorgel van de hand van de Alkmaarse orgelbouwer Lodewijk Ypma is in 1871 voor deze kerk gebouwd. De kast is gebouwd in de stijl van de neorenaissance en mogelijk van de hand van de architect Adrianus Bleijs.
Het orgel is oorspronkelijk gebouwd als een eenklaviers orgel met 10 stemmen, maar is enkele jaren later, waarschijnlijk rond 1878 uitgebreid met een tweede klavier, een zogenaamd bovenwerk met 5 registers en een vrij pedaal met één stem. Door de plaatsing van het bovenwerk moest het hoofdwerk lager in de orgelkast geplaatst worden, waardoor de blaasbalgen moesten wijken. Deze zijn nu buiten de kast, achter het orgel geplaatst. De schepbalgen van de grote magazijnbalg zijn sinds de plaatsing van een elektrische ventilator buiten gebruik gesteld.
In 1978 is het orgel gerestaureerd door de firma Flentrop uit Zaandam, waarbij het één travee meer de kerk in is geplaatst. Dit om meer ruimte te creëren voor de nevenruimten in de kerk.

### Dispositie van het Ypma-orgel
| I Hoofdwerk C–f3     |
| Prestant 8'          |
| Salicet 8'           |
| Bourdon 8'           |
| Octaaf 4'            |
| Fluit 4'             |
| Quint 2 2/3'         |
| Octaaf 2'            |
| Mixtuur 2-3 sterk    |
| Cornet 3 st. discant |
| Trompet 8'           |
|                      |

| II Bovenwerk C–f3 |
| Prestant 8′       |
| Viola di Gamba 8′ |
| Holpijp 8′        |
| Salicet 4′        |
| Roerfluit 4′      |
|                   |

| Pedaal C–c1 |
| Subbas 16′  |

Werktuigelijke registers

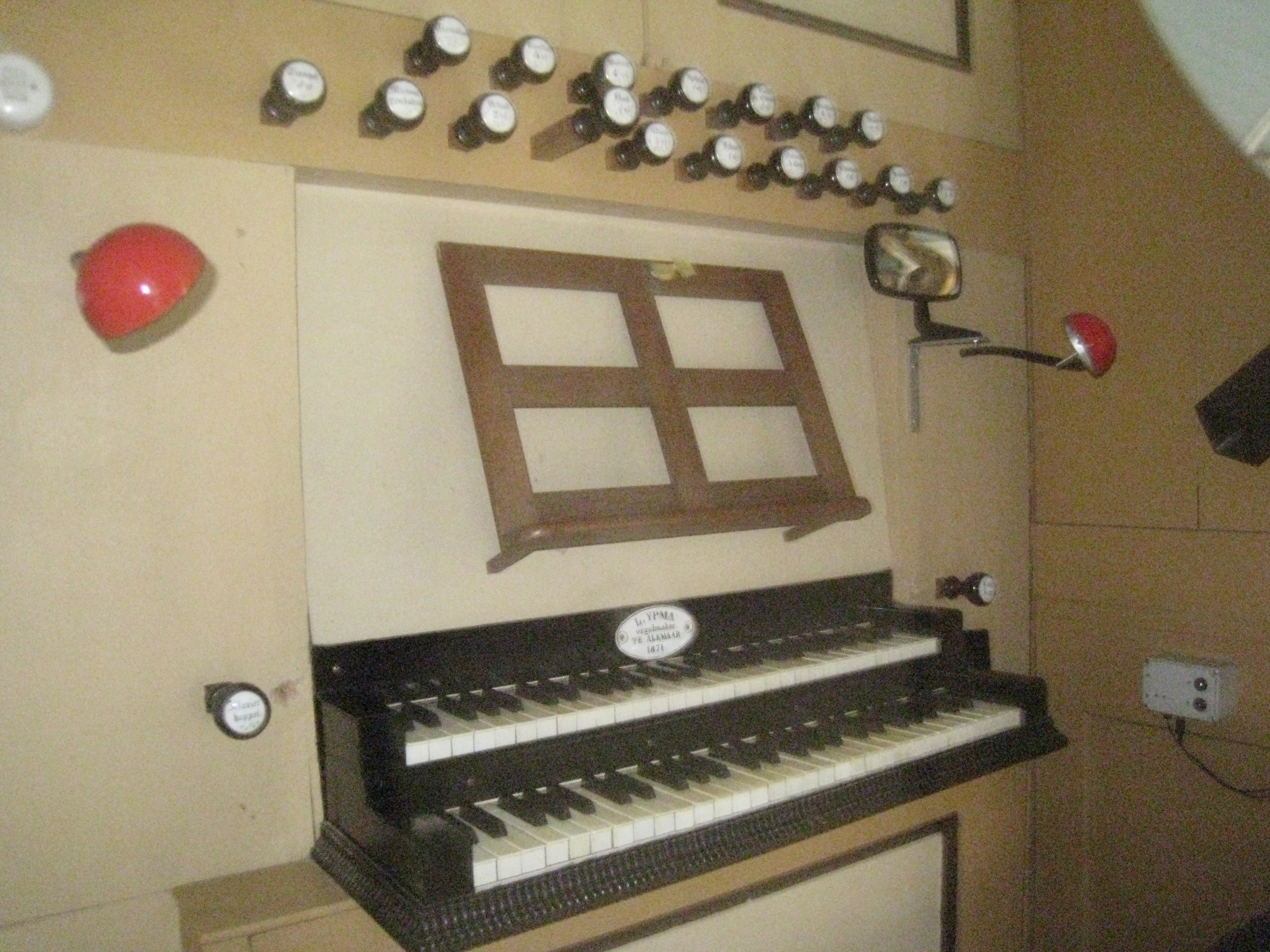
Speeltafel met het klaviatuur van het Ypma-orgel.

- Koppelingen: Pedaalkoppel, manuaalkoppel.
- Tremulant bovenwerk (inliggend)
- Toon hoogte a1 = 435 Hz
- Temperatuur: Evenredig Zwevende stemming

## Kerktoren
De kerktoren bestaat uit een met leien gedekte, achtkantige, ingesnoerde torenspits. Doordat de leien rechthoekig zijn liggen zij in een maasdekking. Helemaal bovenop staat een weerhaan boven op een vergulde granaatappel die of Jezus Christus of de Drie-eenheid voorstelt.
De toren zelf is opgebouwd uit drie geledingen. Op de begane grond, in de eerste geleding, is de mahoniehouten ingangsdeur naar de kerk aangebracht, deze is in een hoog spitsboogvenster geplaatst. De deur en het venster zijn gescheiden door een rode Wezerzandstenen kalf. Tegenover deze ingang bevond zich vroeger de ingang naar de kerk, mogelijk is deze in 1830 dichtgemetseld bij de bouw van het nieuwe schip. In de eerste geleding bevond zich eveneens een arrestantenhok, deze werd nog zeker tot 1929 gebruikt door de veldwachter.
De hoekstenen in de plint zijn van rode Weser zandsteen. De rand die de eerste en tweede geleding van elkaar scheidt is gemaakt van Bentheimer zandsteen. In de tweede geleding zijn in de drie vrije zijdes smalle lichtspleten aangebracht. Deze spleten waren open, maar zijn later dichtgemaakt met vensterglas. Achter deze spleten bevindt zich een uurwerk. Het zou in 1862 voor ƒ 80,- gekocht zijn van de Nederlands Hervormde kerk van Hoogkarspel, maar dat is niet met zekerheid te zeggen. Het type dat gekocht zou zijn en dat er nu staat komt niet overeen. Het type uurwerk dat er staat is tussen 1910 en 1920 door klokkengieterij en uurwerkmakerij Eijsbouts geproduceerd. Het uurwerk kan zowel elektrisch als handmatig opgewonden worden.
De tweede en derde geledingen worden van elkaar gescheiden door een lijst van rode Weser zandsteen. In de derde geleding in alle vier de zijdes twee gekoppelde galmgaten. Achter de galmgaten bevindt zich een 16e-eeuwse enkele klokkenstoel met daarin een klok, genaamd Salvator.

### Kerkklok

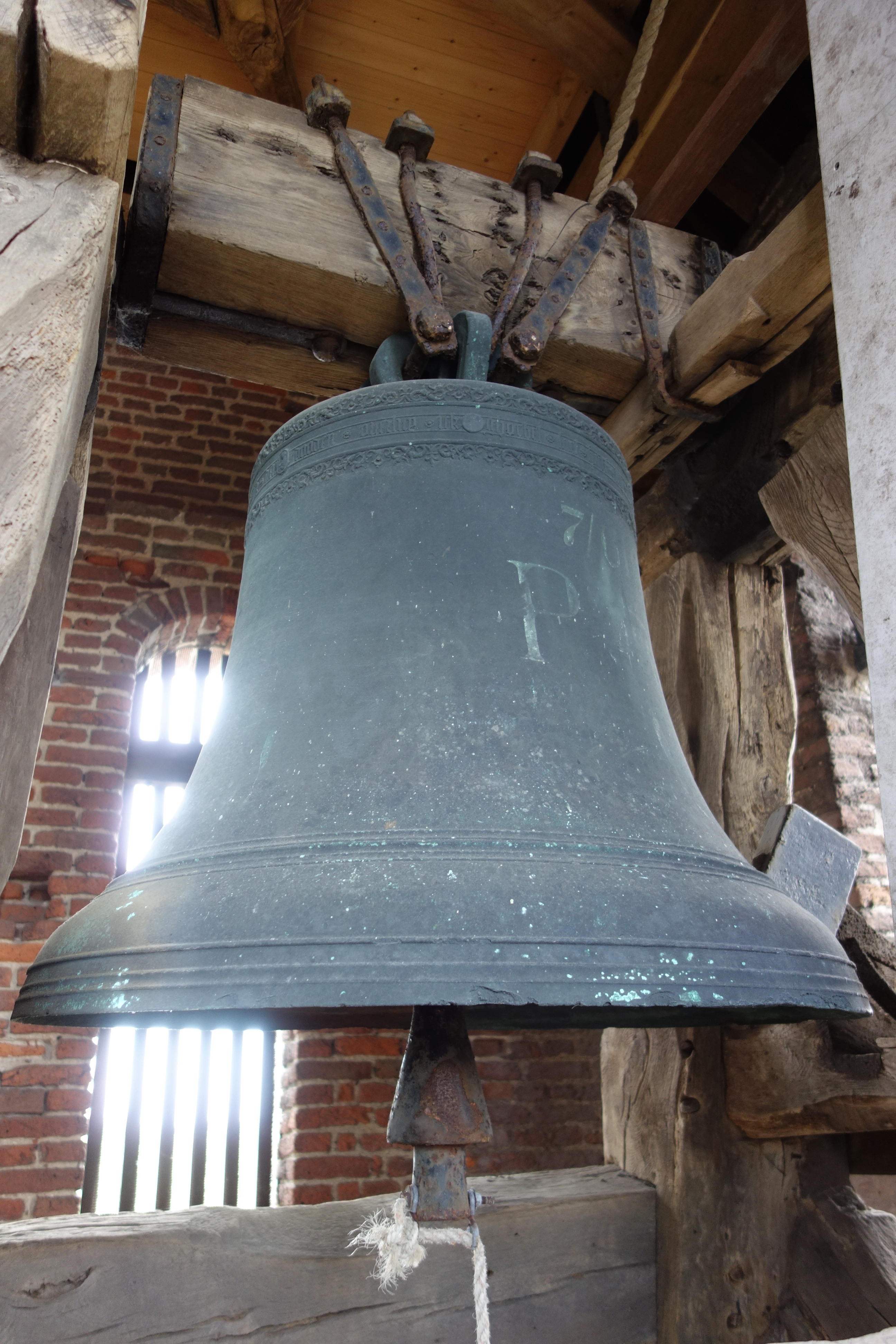
De kerkklok in de houten klokkenstoel.

De klok in de toren is in 1537 door Ghoebel Sael gegoten in Amsterdam. In het randschrift valt te lezen: Salvator hiet ick, den leevendychghen roep ick, den doeden overluy ick, Ghoebel Sael heeft my geghoten, MCCCCCXXXVII(1537). De 481kg wegende klok heeft een diameter van 94cm en is 81 cm hoog. Salvator wordt handmatig geluid. De uurslag gebeurt echter automatisch.
De klok hing tot 12 maart 1943 op zijn plek, op die dag werd de klok op last van de bezetter verwijderd om omgesmolten te gaan worden. De klok werd naar een verzamelmagazijn in Spijk gebracht om in februari 1945 naar een smelterij in Duitsland vervoerd te worden, dit vervoer is door sabotage nooit door gegaan. Tegen betaling van ƒ 53,76 werd de klok na de oorlog terug gebracht en herplaatst.

## Spuithuis
Aan de noordelijke zijde is tegen de toren aan een houten gepotdekseld spuithuisje gebouwd. De grond voor dit gebouwtje werd vanaf 6 juni 1882 gepacht door de burgerlijke gemeente. De pacht zou een gulden per jaar bedragen.Volgens de kerkelijke bestuurders zou de duur van de pacht eeuwig zijn, volgens de wereldlijke gemeente echter zou de pacht op 1 januari 1982 beëindigd zijn. Tegenwoordig gebruikt de kerk het spuithuisje zelf als keuken.

## Kerkhof

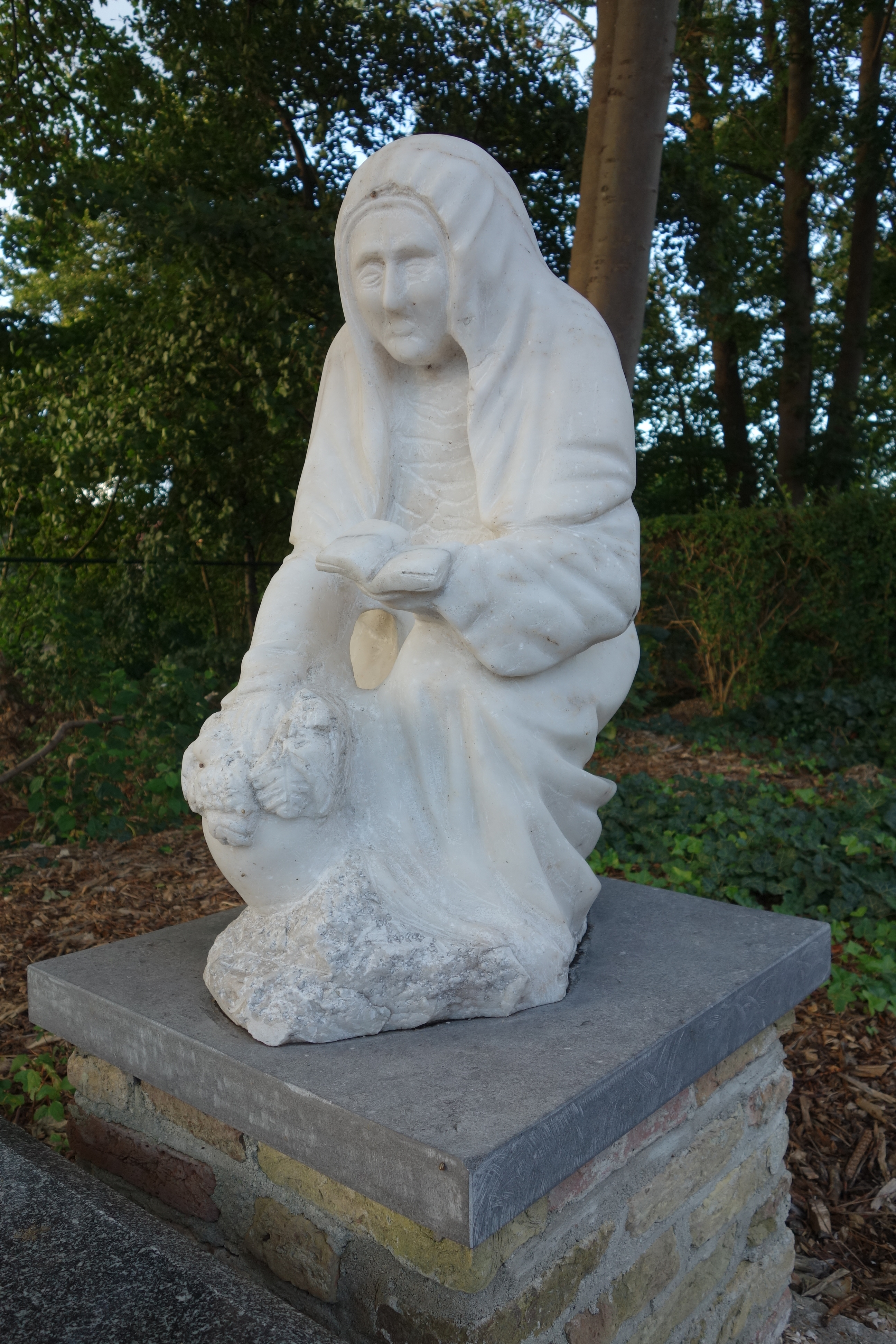
Beeldje op het graf van de nonnen.

Het eerste huurgraf, dat in gebruik genomen werd na het intreden van het Reglementen op de Burgerlijke Begraafplaatsen van de gemeente Blokker, was het graf van Sijtje Keeman. Zij werd in 1836 begraven, het reglement trad in 1829 in werking. In 1837 werd een deel van het kerkhof door de gemeente gehuurd om dienst te doen als algemene begraafplaats, deze situatie duurde tot 1898. Twee graven in dit deel zijn nog herkenbaar: het Familie-Graf van Cs. Koeman Dzn, het andere graf is van oud-burgemeester Johannes Koster en heeft de volgende tekst: Sijtje Groot geb. 8 sept. 1784 overl. 28 juni 1832 en haren echtgenoot Joh. Koster geb. 21 april 1784 overleden 17 juni 1867 Oud Burgemeester der Gemeenten Blokkers en Binnenwijzend en zijne tweede echtgenote Maartje Blokdijk geb. 10 sept. 1801 overleden 22 november 1884
Het oudste traceerbare graf heeft nummer 30 en stamt uit 1865, het daaropvolgende graf heeft nummer 20 en stamt uit 1899.

### Zustergraf
Vooraan, aan de noordwestelijke zijde van de begraafplaats, is een gemeenschappelijke graftombe geplaatst voor een tiental voormalige zusters van het klooster Bethlehem. De nonnen zijn allemaal in een eigen houten kistje opnieuw ten ruste gelegd. De zusters zijn tijdens archeologisch onderzoek gevonden op de plek waar ooit de begraafplaats van het voormalige klooster was. Ze zijn op 2 november 2010 hier herbegraven. Op de deksel is een beeldje van een biddende non geplaatst, dit beeldje is van de hand van Henny Bulsing.

### Baarhuisje
In 1925 werd ten oosten van de kerk het baarhuisje naast de kerk gebouwd, hiervoor werd een overeenkomst tussen de burgerlijke gemeente en het bestuur van de kerk gesloten. Volgens de overeenkomst was de kerk de "eigenaresse en onderhoudster".